# Postidentität
Postidentität, auch beyound identity, beschreibt ein sprachpolitisches Theoriekonzept der politischen Philosophie, das dem Poststrukturalismus zugerechnet werden kann.

## Wissenschaft
Postidentität wird im (sozial)wissenschaftlichen Kontext, insbesondere in den Gender Studies und der Sprachwissenschaft interdisziplinär verwendet. Er wird wie der Postkolonialismus als Errungenschaft des Poststrukturalismus gehandelt. Vor allem geht es darum, Essentialismus einer bestimmten Gruppe und damit einhergehenden normativen Ein- und Ausschlusskriterien zuvorzukommen.

## Politik
Neuere Politische Bewegungen, wie Teile der neuen Linken, insbesondere aber der Antiglobalisierungsbewegung, von der Occupy-Bewegung bis zu Anonymous können als postidentitär bezeichnet werden, da sie nicht mehr mit dem Anspruch auftreten, bestimmte soziale Schichten, Regionen oder Interessengruppen zu vertreten.